# Габалавци
Габалавци (мкд. Габалавци) су насеље у Северној Македонији, у јужном делу државе. Габалавци припадају општини Битољ.
Становништво Габалаваца се углавном бави земљорадњом (посебно узгајањем жита.
У Габалавцима се налази и основна школа са 4 разреда као и продавница.

## Географија
Насеље Габалавци је смештено у јужном делу Северне Македоније. Од најближег већег града, Битоља, насеље је удаљено 19 km северно.
Габалавци се налазе у западном делу Пелагоније, највеће висоравни Северне Македоније. Насељски атар је на северу равничарски, док се на југу издиже Облаковска планина. Северно од села тече речица Шемница. Надморска висина насеља је приближно 690 метара.
Клима у насељу је умереноконтинентална.

## Становништво
Габалавци су према последњем попису из 2021. године имали 69 становника.
| Национални састав према попису из 2021.‍ | Национални састав према попису из 2021.‍ | Национални састав према попису из 2021.‍ | Национални састав према попису из 2021.‍ | Национални састав према попису из 2021.‍ |
| --------------------------------------- | --------------------------------------- | --------------------------------------- | --------------------------------------- | --------------------------------------- |
|                                         |                                         |                                         |                                         |                                         |
| Македонци                               | Македонци                               |                                         | 60                                      | 86,9%                                   |
| непописани                              | непописани                              |                                         | 9                                       | 13,1%                                   |

Већинска вероисповест био је православље.